# 月亮公車
25°1′58″N 121°33′56″E / 25.03278°N 121.56556°E
月亮公車是位於臺灣臺北市信義區的大型戶外裝置藝術，為響應臺北市政府所推行「2016臺北世界設計之都」的理念，由繪本作家幾米與信義房屋合作，以幾米繪本《月亮忘記了》為主題所延伸，以大南汽車已淘汰的2004年日野汽車ERK2JML大客車為主體，於2014年11月1日公開，放置在信義路五段與松智路口、信義大樓（信義房屋總部）前方、台北101斜對面。

## 簡介
月亮公車以一輛由『遺忘』開往『記住』的公共汽車為主題，坐落於水池上，公車頂上小男孩高舉月亮，水池上有數個月亮球。公車內部駕駛為大熊司機，乘客座位上另有一位小男孩抱著月亮；公車後端則有一個樹洞，裡面掛滿畫框放置《月亮忘記了》繪本部份圖片，上下以鏡面呈現，映照出多種不同景象；除此之外，內部的元素如公車吊環、車窗、投幣箱等，也都是以繪本角色為出發設計。
以公車作為造型是為了配合信義路上熙來攘往的公車而設計，而整體設計概念是希望提醒民眾在忙碌的都市生活中，別忘了自己的初衷；信義房屋表示，因其經營理念「以人為本」恰與幾米繪本意境相符，因此有了合作契機，未來「月亮公車」將長期停留在信義房屋總部門口，供民眾免費參觀。
內部所播放音樂為樂曲《星空下的猫头鹰》。

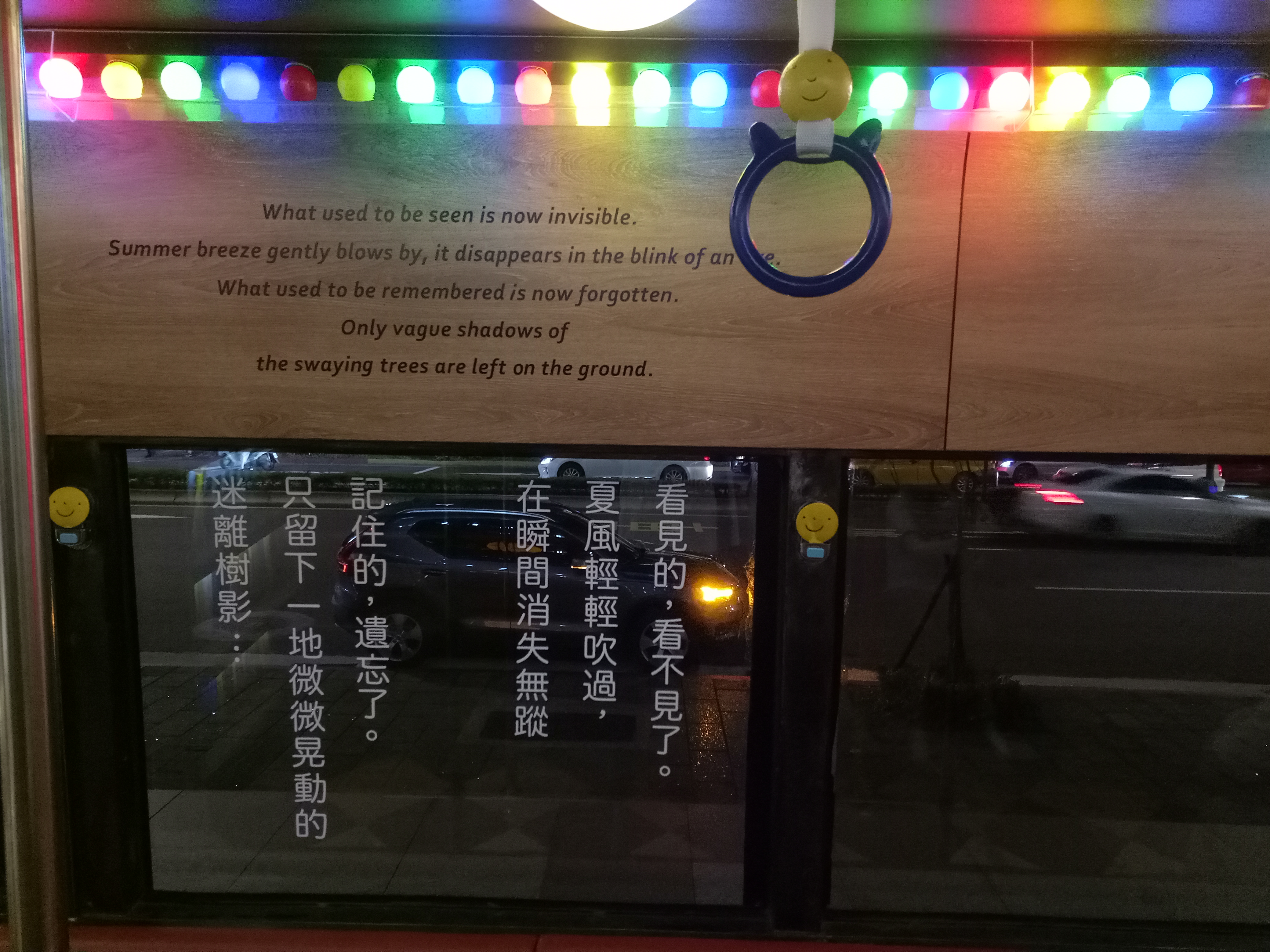
內部—公車吊環與車窗